# Greve geral

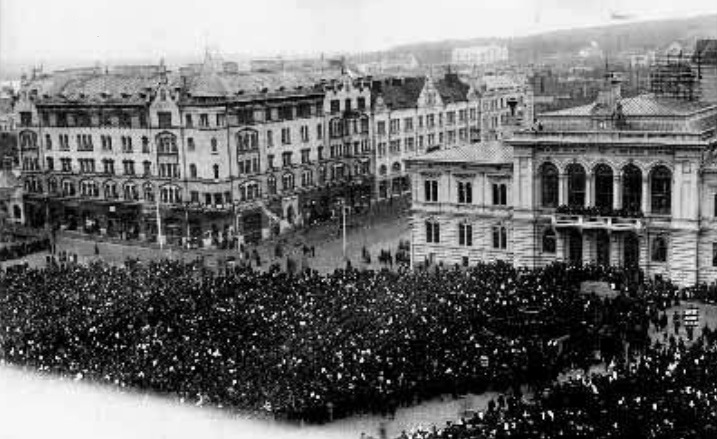
A greve geral de 1905 em Tampere, Grão-Ducado da Finlândia

Uma greve geral é uma ação de greve na qual os participantes cessam todas as atividades econômicas, como trabalhar, para fortalecer a posição de barganha de um sindicato ou atingir um objetivo social ou político comum. Elas são organizadas por grandes coalizões de organizações políticas, sociais e trabalhistas e também podem incluir comícios, marchas, boicotes, desobediência civil, não pagamento de impostos e outras formas de ação direta ou indireta. Além disso, greves gerais podem excluir profissionais de saúde, como professores, médicos e enfermeiros.
Historicamente, o termo greve geral se refere principalmente à ação de solidariedade, que é uma greve multissetorial organizada por sindicatos que fazem greve juntos para pressionar os empregadores a iniciar negociações ou oferecer termos mais favoráveis aos grevistas; embora nem todos os grevistas possam ter interesse material nas negociações uns dos outros, todos eles têm interesse material em manter e fortalecer a eficácia coletiva das greves como uma ferramenta de barganha.
Duas das principais formas de greve geral são: a greve política, que visa alcançar reformas políticas e econômicas; e a greve revolucionária, que visa derrubar o capitalismo e o Estado numa revolução social. Outras formas, identificadas por Gerhart Niemeyer, incluem: a greve geral como um "exercício revolucionário" que eventualmente levaria a uma transformação da sociedade; uma manifestação de um dia no Dia Internacional dos Trabalhadores, com o objetivo de identificar um "proletariado mundial"; e um mecanismo teórico para impedir guerras entre Estados-nação.
Sindicalistas industriais, como Ralph Chaplin e Stephen Naft, também identificaram quatro níveis diferentes de greve geral, que vão desde uma greve localizada, a uma greve em toda a indústria, a uma greve nacional e, finalmente, a uma greve revolucionária.